# Claudia Balderrama
Claudia Balderrama, född 13 november 1983, är en friidrottare från Bolivia. Hon deltog vid olympiska sommarspelen 2012.